# Heteropelma elongatum
Heteropelma elongatum är en stekelart som beskrevs av Tohru Uchida 1928. Heteropelma elongatum ingår i släktet Heteropelma och familjen brokparasitsteklar. Inga underarter finns listade i Catalogue of Life.